# Hurdiidae
Hurdiidae (лат.) — вымершее космополитическое семейство Radiodonta — отряда стем-группы членистоногих (артропод), живших в палеозойской эре. Это самая долгоживущая клада Radiodonta: возникнув в кембрийском периоде, её представители вымерли только в девоне.

## Описание

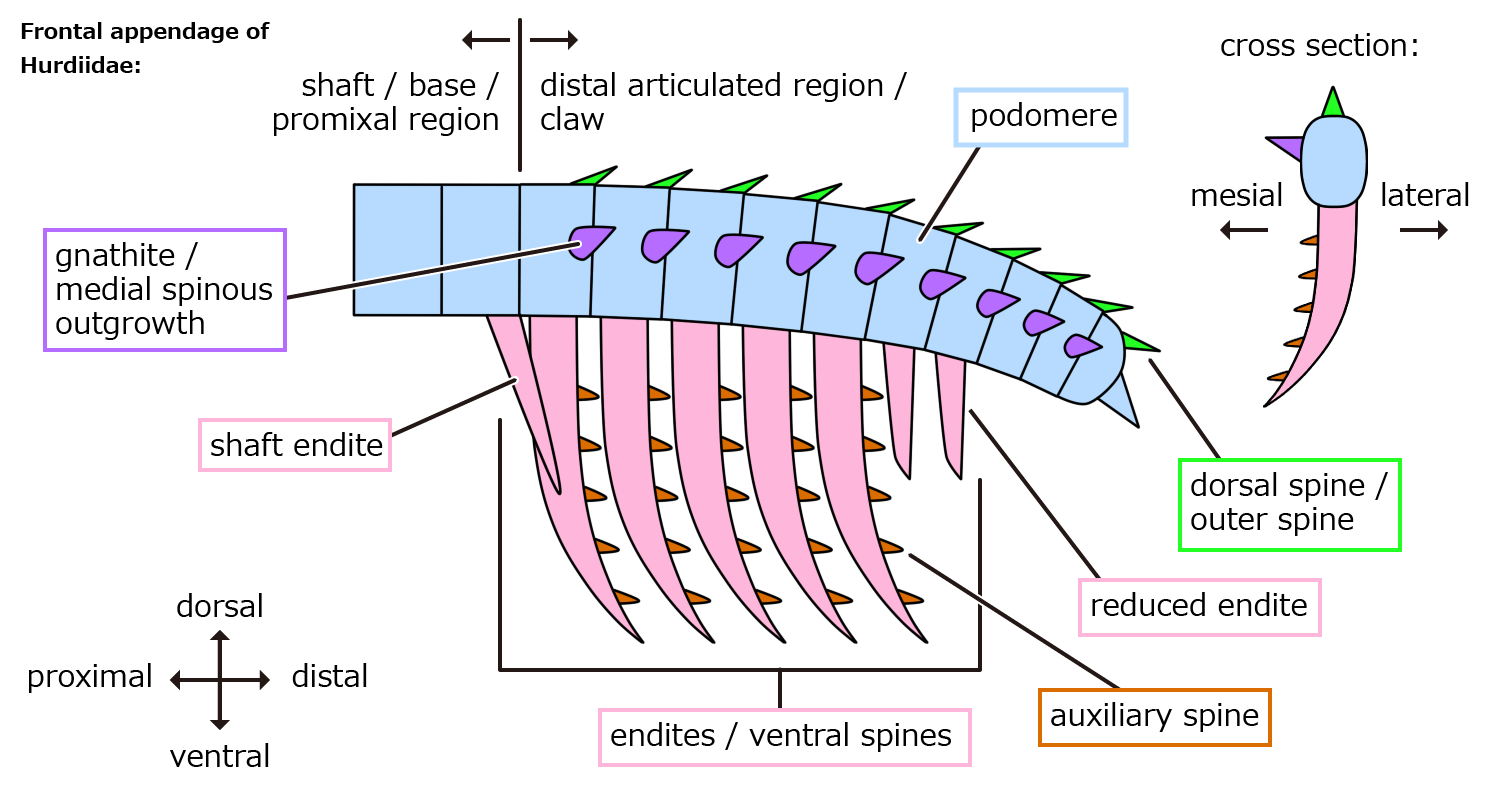
Анатомия переднего придатка представителя семейства

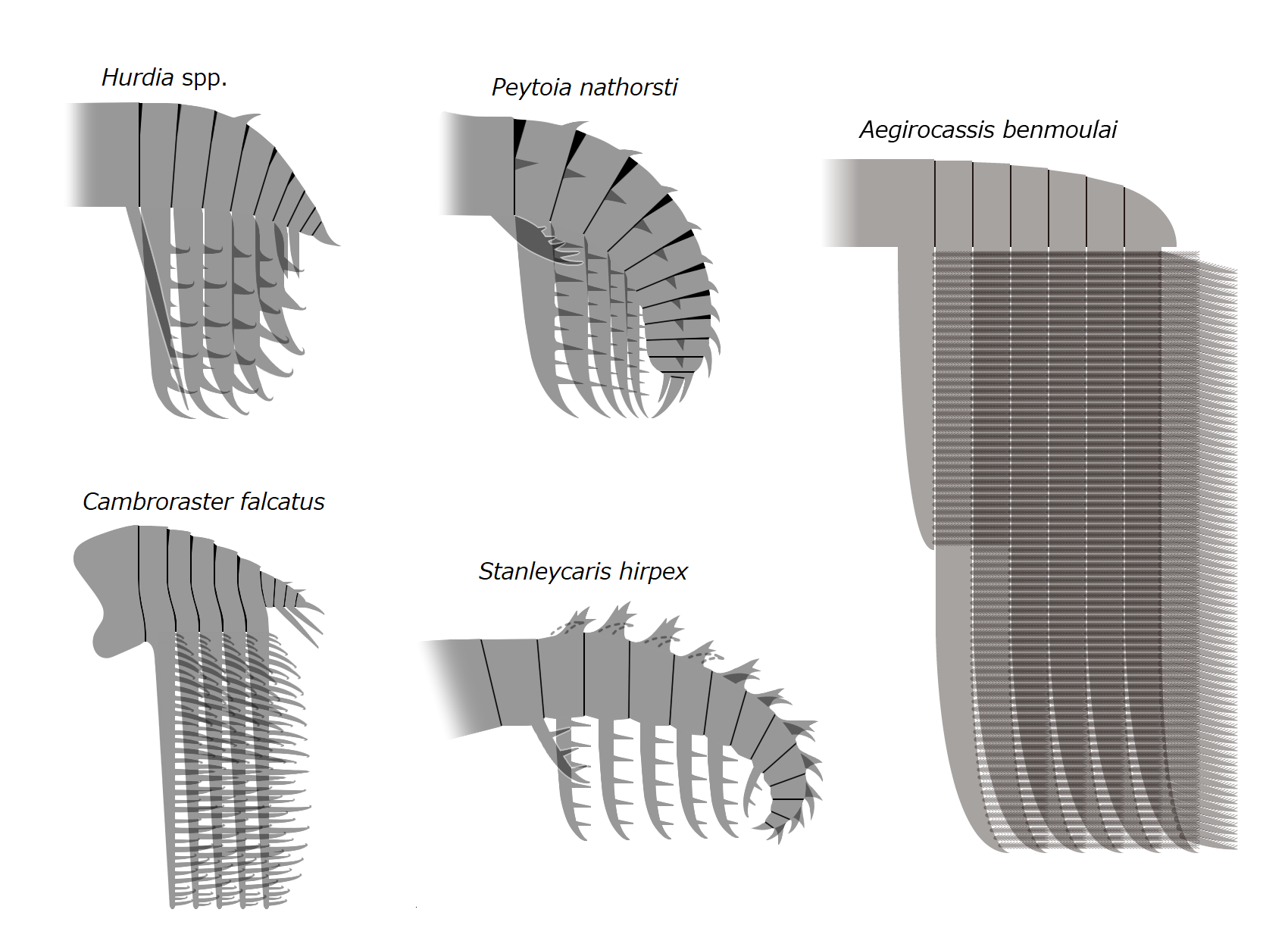
Передние придатки различных видов Hurdiidae

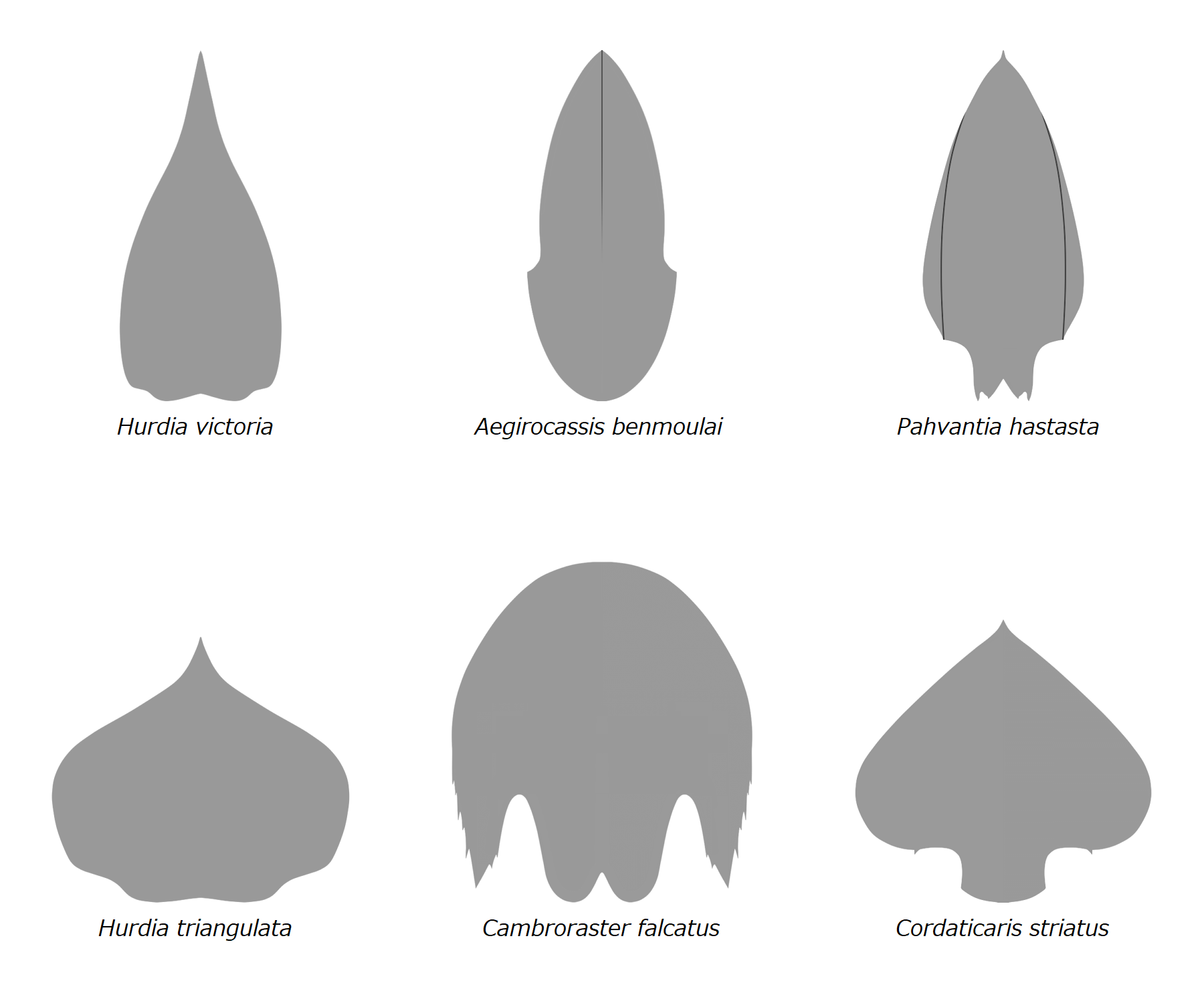
Спинные карапаксы различных видов Hurdiidae

Hurdiidae характеризуются передними (фронтальными) придатками с дистальной областью, состоящей из 5 примерно одинаковых лопастных лезвиевидных эндитов, наряду с увеличенным головным панцирем и тетрарадиальным ротовым аппаратом (оральный конус).
У передних придатков представителей Hurdiidae характерная морфология: придаток большинства видов несёт пять удлинённых лезвиевидных вентральных шипов одинакового размера, известных как эндиты. Последующие подомеры были уменьшены, на них располагались лишь небольшие эндиты или вообще отсутствовали. На каждом подомере находился только один эндит, в отличие от других Radiodonta, у которых имелись парные эндиты. У большинства видов эндиты изгибались медиально, поэтому придатки образовывали корзинчатую структуру. У некоторых Hurdiidae эндиты достигали внушительного количества. Например, у Cordaticaris имелось семь эндитов одинаковой длины. Уникальным представителем семейства является Ursulinacaris, поскольку у него парные эндиты, что может оказаться переходной формой между придатками Hurdiidae и придатками других Radiodonta.
Hurdiidae достигали широкого диапазона размеров туловища. Самый маленький представитель, принадлежащий безымянному виду, достигал всего 6-15 мм в длину, однако неизвестно, молодь это или взрослая особь. Aegirocassis, крупнейший представитель Hurdiidae, превышал 2 м в длину, соперничая в размерах с крупнейшими членистоногими.

## Палеобиология
Большинство Hurdiidae, видимо, были хищниками, которые питались, просеивая осадок своими фронтальными придатками, однако Aegirocassis питался всем, что улавливал во время плавания в толще воды.

## Распространение
Hurdiidae распространились по всему миру. Самый ранний ископаемый представитель семейства — Peytoia infercambriensis, обитавшая в третьем веке кембрия на территории нынешней Польши. Разнообразие группы увеличилось в мяолинскую эпоху. После кембрия численность Hurdiidae упала, однако они просуществовали до девонского периода. Самый поздний представитель — Schinderhannes bartelsi, обитавший в эмсском веке на территории Германии.

## Классификация
Hurdiidae рассматриваются внутри Radiodonta — клады стем-группы членистоногих. Филогенетически Hurdiidae определяются как клада, включающая Hurdia victoria и все виды, которые родственно ближе к ней, чем к Amplectobelua symbrachiata, Anomalocaris canadensis или Tamisiocaris borealis.
Филогения Hurdiidae, приведённая в описании Aegirocassis benmoulae, Titanokorys gainesii и филогенетического анализа Stanleycaris hirpex:
Виды, включаемые в семейство:
- Buccaspinea cooperi[9]
- Cambroraster falcatus[10]
- Cordaticaris striatus[10]
- Hurdia triangulata[10]
- Hurdia victoria[10]
- Pahvantia hastata[10]
- Peytoia nathorsti[10]
- Peytoia infercambriensis[2]
- Schinderhannes bartelsi[10]
- Stanleycaris hirpex[10]
- Titanokorys gainesii[10]
- Ursulinacaris grallae[2]
- Zhenghecaris shankouensis[10]
- Aegirocassisinae
  - Aegirocassis benmoulai[10]
  - Pseudoangustidontus duplospineus[11]
  - Pseudoangustidontus izdigua